# دان شميد
دان شميد (بالإنجليزية: Dan Schmid)‏ هو موسيقي أمريكي، ولد في 22 نوفمبر 1962 في بورتلاند في الولايات المتحدة.

## وصلات خارجية
- دان شميد على موقع ميوزك برينز (الإنجليزية)
- دان شميد على موقع أول ميوزيك (الإنجليزية)
- دان شميد على موقع ديسكوغز (الإنجليزية)